# Forn de ciment de Vinyaplana
El Forn de ciment de Vinyaplana és una obra de Porqueres (Pla de l'Estany) inclosa a l'Inventari del Patrimoni Arquitectònic de Catalunya.

## Descripció
Forn de ciment situat a can Vinyaplana. El bocal en volta de maó de pla de dos gruixos en una construcció de paredat. A l'interior de l'obertura i a un parell de metres de fondària, hi ha un mur frontal de maons. A la part superior trobem restes de la caixa circular en tàpia de pedra.